# Чемпіонат СРСР з футболу 1963 (клас «А», перша група)
Сезон 1963 року у першій групі класу «А» чемпіонату СРСР з футболу — 25-й в історії турнір у вищому дивізіоні футбольної першості Радянського Союзу. Тривав з 31 березня по 29 листопада 1963 року. Участь у змаганні узяли 20 команд, 5 гірших з яких за результатами сезону полишили елітний дивізіон.
Переможцем сезону стала команда «Динамо» (Москва), для якої ця перемога у чемпіонаті стала ювілейною, 10-ю в історії.
| Чемпіон СРСР 1963            |
| ---------------------------- |
| «Динамо» (Москва) 10-й титул |

## Підсумкова таблиця
| М  | Команда                | І  | В  | Н  | П  | М     | О  |
| -- | ---------------------- | -- | -- | -- | -- | ----- | -- |
|    | «Динамо» (Москва)      | 38 | 21 | 13 | 4  | 47-14 | 55 |
|    | «Спартак» (Москва)     | 38 | 22 | 8  | 8  | 65-33 | 52 |
|    | «Динамо» (Мінськ)      | 38 | 18 | 12 | 8  | 47-27 | 48 |
| 4  | СКА (Ростов-на-Дону)   | 38 | 20 | 7  | 11 | 73-40 | 47 |
| 5  | «Динамо» (Тбілісі)     | 38 | 17 | 13 | 8  | 56-42 | 47 |
| 6  | «Зеніт» (Ленінград)    | 38 | 14 | 17 | 7  | 45-32 | 45 |
| 7  | ЦСКА (Москва)          | 38 | 14 | 17 | 7  | 39-27 | 45 |
| 8  | «Нафтовик» (Баку)      | 38 | 18 | 9  | 11 | 48-44 | 45 |
| 9  | «Динамо» (Київ)        | 38 | 16 | 12 | 10 | 68-48 | 44 |
| 10 | «Торпедо» (Москва)     | 38 | 12 | 16 | 10 | 46-41 | 40 |
| 11 | «Шахтар» (Донецьк)     | 38 | 11 | 14 | 13 | 29-33 | 36 |
| 12 | «Торпедо» (Кутаїсі)    | 38 | 6  | 21 | 11 | 22-37 | 33 |
| 13 | «Молдова» (Кишинів)    | 38 | 8  | 16 | 14 | 27-43 | 32 |
| 14 | «Кайрат» (Алма-Ата)    | 38 | 10 | 12 | 16 | 28-47 | 32 |
| 15 | «Крила Рад» (Куйбишев) | 38 | 11 | 7  | 20 | 45-53 | 29 |
| 16 | «Динамо» (Ленінград)   | 38 | 7  | 15 | 16 | 37-51 | 29 |
| 17 | «Локомотив» (Москва)   | 38 | 5  | 19 | 14 | 37-54 | 29 |
| 18 | «Арарат» (Єреван)      | 38 | 9  | 8  | 21 | 34-57 | 26 |
| 19 | «Авангард» (Харків)    | 38 | 6  | 13 | 19 | 25-56 | 25 |
| 20 | «Пахтакор» (Ташкент)   | 38 | 4  | 13 | 21 | 44-83 | 21 |

## Бомбардири
| М | Гравець              | Команда     | Голи |
| - | -------------------- | ----------- | ---- |
| 1 | Олег Копаєв          | СКА Р/Д     | 27   |
| 2 | Едуард Малофєєв      | «Динамо» Мн | 21   |
| 3 | Валентин Іванов      | «Торпедо» М | 17   |
| 4 | Борис Казаков        | «Крила Рад» | 16   |
| 5 | Володимир Баркая     | «Динамо» Тб | 15   |
|   | Юрій Севідов         | «Спартак» М | 15   |
| 7 | Олег Базилевич       | «Динамо» К  | 14   |
|   | Галімзян Хусаїнов    | «Спартак» М | 14   |
|   | Віктор Каневський    | «Динамо» К  | 14   |
|   | Геннадій Красницький | «Пахтакор»  | 14   |

13 м'ячів забивали: Геннадій Матвєєв (СКА Р/Д), Віктор Понєдєльнік (СКА Р/Д).
12 м'ячів забивав: Едуард Маркаров («Нафтовик»).
11 м'ячів забивали: Ігор Численко («Динамо» М), Михайло Мустигін («Динамо» Мн), Заур Калоєв («Динамо» Тб), Казбек Туаєв («Нафтовик»), Віктор Серебряников («Динамо» К), Анатолій Казаков («Крила Рад»).
10 м'ячів забивали: Лев Бурчалкін («Зеніт»), Микола Рязанов («Зеніт»).